# Альдеамайор-де-Сан-Мартін
Альдеамайор-де-Сан-Мартін (ісп. Aldeamayor de San Martín) — муніципалітет в Іспанії, у складі автономної спільноти Кастилія-і-Леон, у провінції Вальядолід. Населення — 3904 особи (2010).
Муніципалітет розташований на відстані близько 150 км на північний захід від Мадрида, 17 км на південний схід від Вальядоліда.

## Демографія
Динаміка населення (INE ):

## Галерея зображень

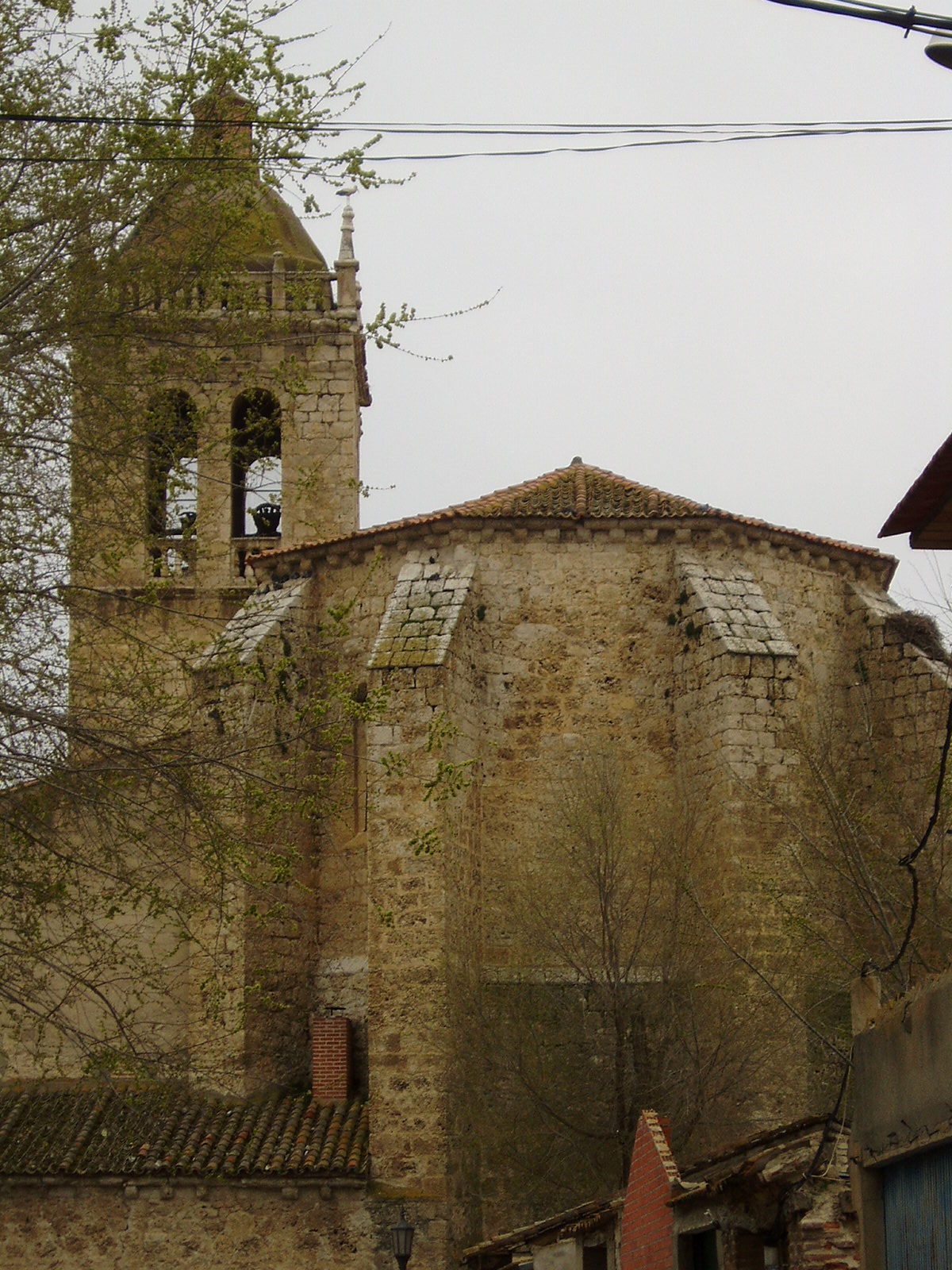
Церква Сан-Мартін-де-Тур